# سكيب هومير
سكيب هومير (بالإنجليزية: Skip Homeier)‏ مواليد 5 أكتوبر 1930 في شيكاغو - الوفاة 25 يونيو 2017 في إنديان ويلز، الولايات المتحدة، هو ممثل أمريكي بدأ مسيرته الفنية سنة 1941. من أعماله الأعظم. امتدت مسيرته الفنية لأكثر من 41 عاما.

## روابط خارجية
- سكيب هومير على موقع IMDb (الإنجليزية)
- سكيب هومير على موقع ألو سيني (الفرنسية)
- سكيب هومير على موقع تيرنر كلاسيك موفيز (الإنجليزية)
- سكيب هومير على موقع أول موفي (الإنجليزية)
- سكيب هومير على موقع قاعدة بيانات برودواي على الإنترنت (الإنجليزية)
- سكيب هومير على موقع قاعدة بيانات الأفلام السويدية (السويدية)
- سكيب هومير على موقع إن إن دي بي (الإنجليزية)
- سكيب هومير على موقع قاعدة بيانات الفيلم (الإنجليزية)
- سكيب هومير على موقع كينوبويسك (الروسية)